# Šafrán jarní
Šafrán jarní, též šafrán bělokvětý či krokus jarní (Crocus vernus) je vytrvalá bylina z rodu šafrán (Crocus), která je původní v Alpách, v Pyrenejích a na Balkáně. Jeho kultivary se, stejně jako kultivary šafránu žlutého (Crocus flavus), používají jako okrasné rostliny. Šafrány žluté jsou větší než ostatní pěstované druhy šafránu, např. šafrán zlatý (Crocus chrysanthus). Šafrán bělokvětý je podle stupně ohrožení řazen mezi kriticky ohrožené druhy, do kategorie C1.

## Popis
Tato jarní cibulovina, která se nejlépe vyjímá ve skupinových koloniích, dorůstá výšky 10 až 15 cm. Má zelené, bíle pruhované listy, z nichž ční trychtýřovitý květ bílé nebo fialové barvy. Krokusy začínají každoročně kvést téměř ve stejnou dobu. Množí se pomocí dceřiných cibulek.

## Galerie

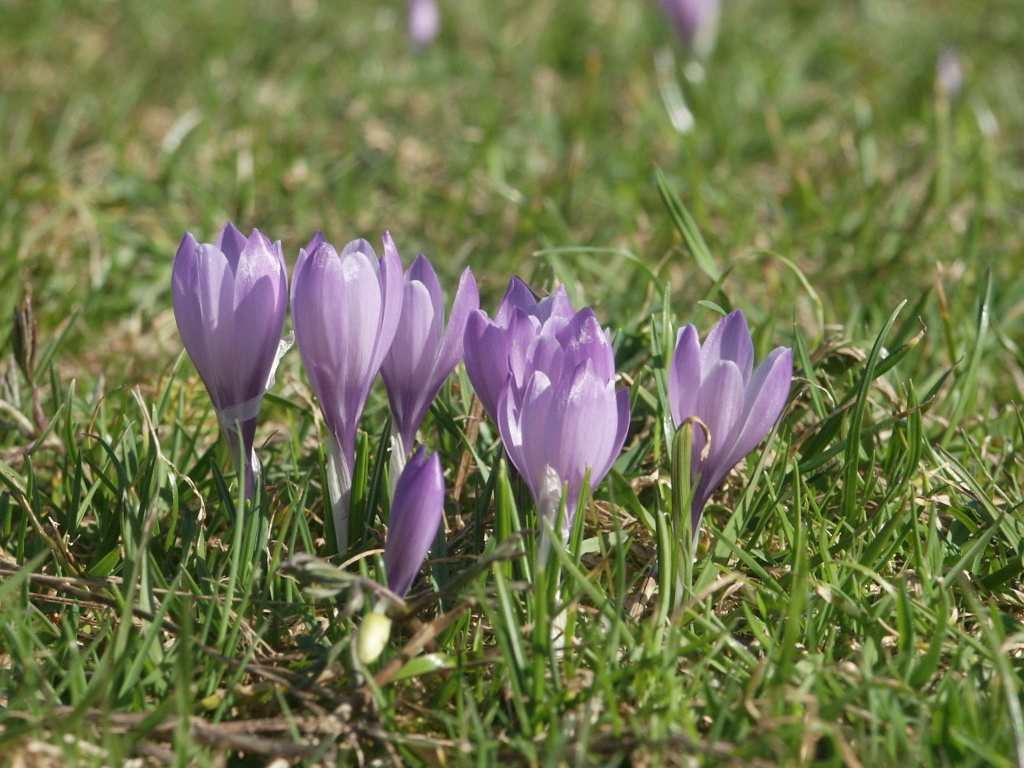
Skupina šafránů
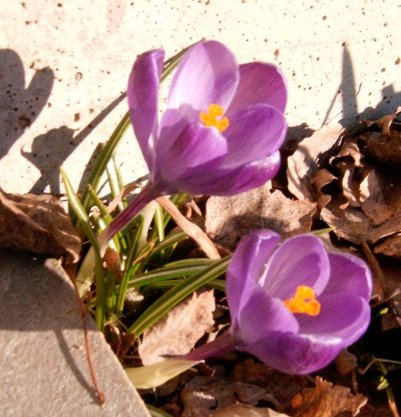
Crocus vernus kultivar
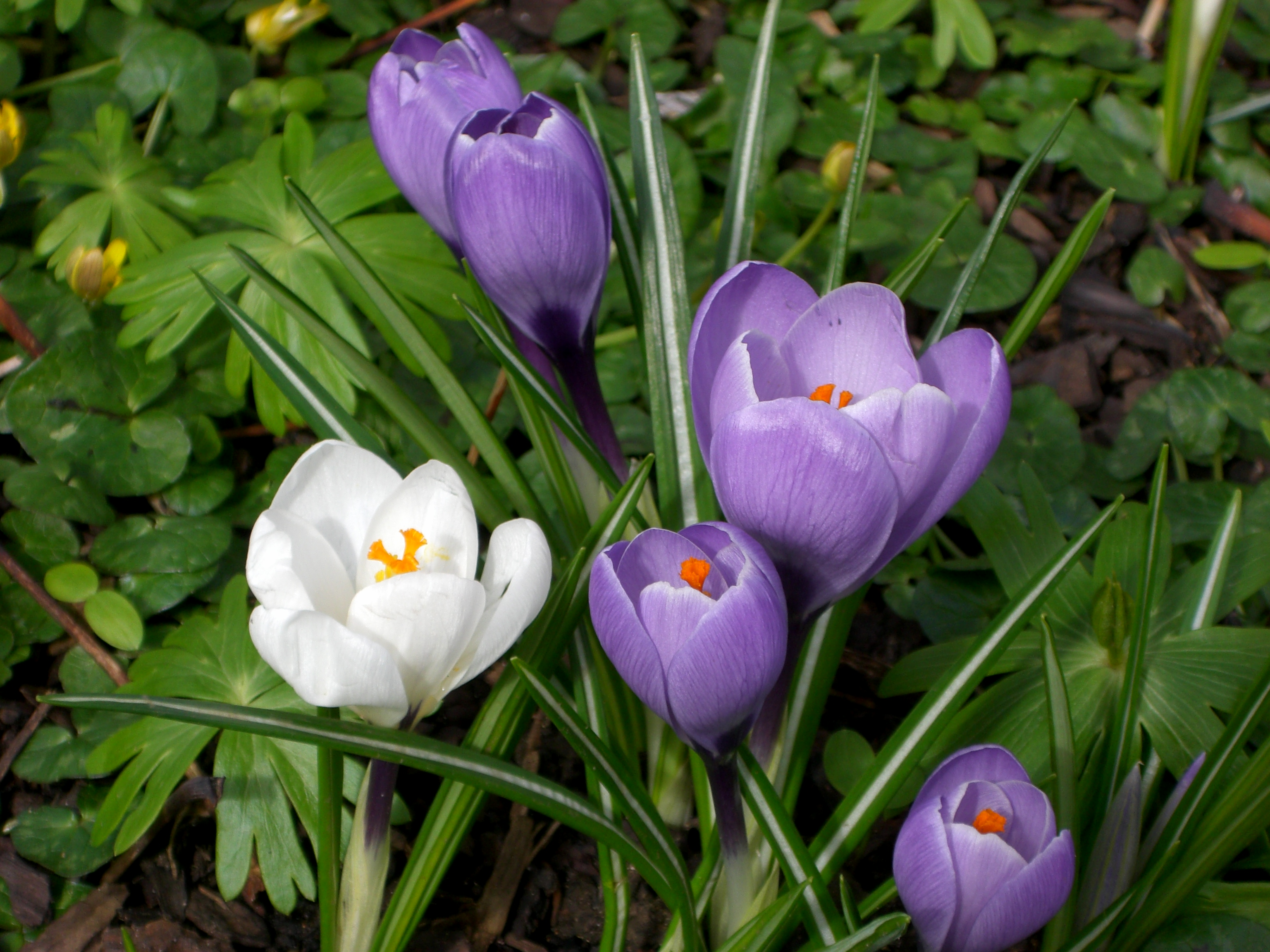
Fialový a bílý šafrán jarní
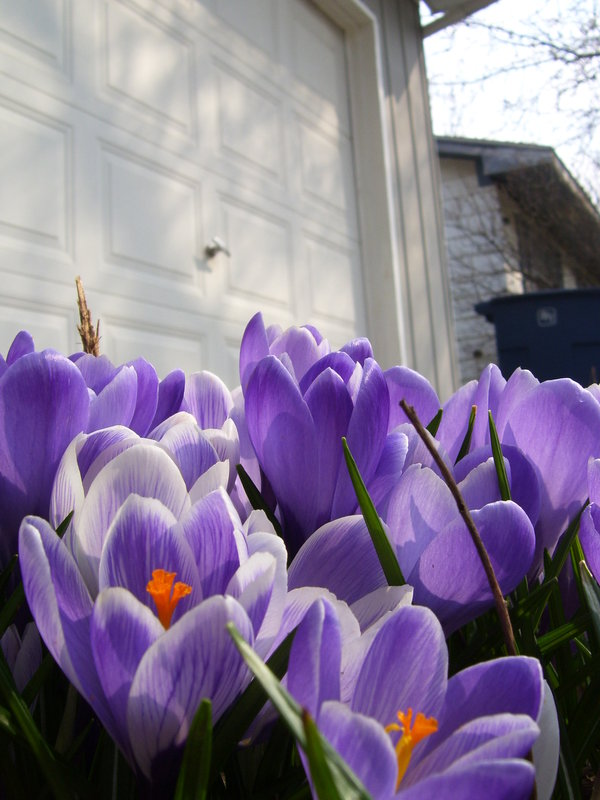
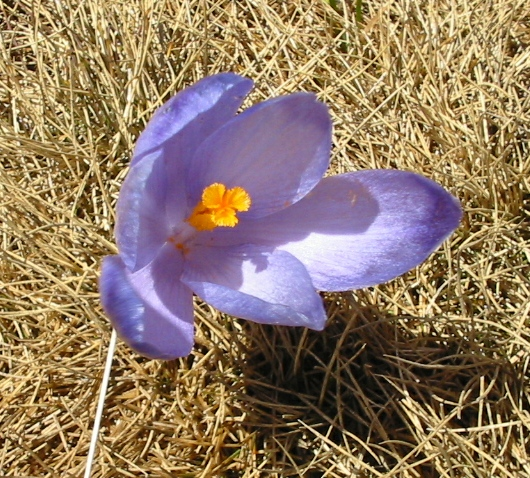